# Les Ailes brisées (film)
Cet article concerne le film d'André Berthomieu. Pour l'association, voir Les Ailes brisées. Pour la telenovela turque, voir Ailes brisées.
Pour plus de détails, voir Fiche technique et Distribution.
Les Ailes brisées est un film français réalisé par André Berthomieu, sorti en 1933.

## Synopsis
Fabrège est un homme à femmes . Son ami Pascal, au cercle , évoque ces conquêtes, entre autres Denise Lamblin pour laquelle il s'est battu en duel et cette autre femme pour laquelle il est resté une nuit entière, sous une pluie battante, sous ses fenêtres. Alors que le lendemain ils doivent prendre le train ensemble, à la vue d'une silhouette féminine sur le quai de la gare, Fabrège change de train et part à la conquête de la belle inconnue. Arrivés à Cannes, ils descendent à l'hôtel Miramar et leur idylle commence.
Son fils Georges rentre d'Angleterre et les rejoint avec Pascal. Il fait la connaissance de Jacqueline, nouvelle conquête de son père. Il n'est pas indifférent à son charme. Les  journées s'écoulent entre plage, golf, soirées.Au fil des jours Fabrège devient jaloux à juste raison.La vérité éclate et Georges est partagé entre le remords et la passion. Après une rencontre avec son père, il décide de partir.

## Fiche technique
- Titre : Les Ailes brisées
- Réalisation : André Berthomieu, assisté de Charles Barrois
- Scénario : André Berthomieu et Pierre Wolff
- Montage : Marcel Cravenne
- Musique : Henri Verdun
- Pays de production :  France
- Format : Noir et blanc — 35 mm — 1,37:1 — Son : Mono
- Genre : Film dramatique
- Date de sortie :
  - France : 1933

## Distribution
- Victor Francen : Fabrège
- Léon Roger-Maxime : Georges
- Alice Field : Jacqueline
- Abel Tarride : Pascal
- Georges Deneubourg : Baptiste
- Blanche Denège : Madame Blanche Grasset
- Cousin : duc de charente
- Inca Krymer :Denise Lamblin
- Nicole Martel :Betty